# Batalion ON „Czersk”

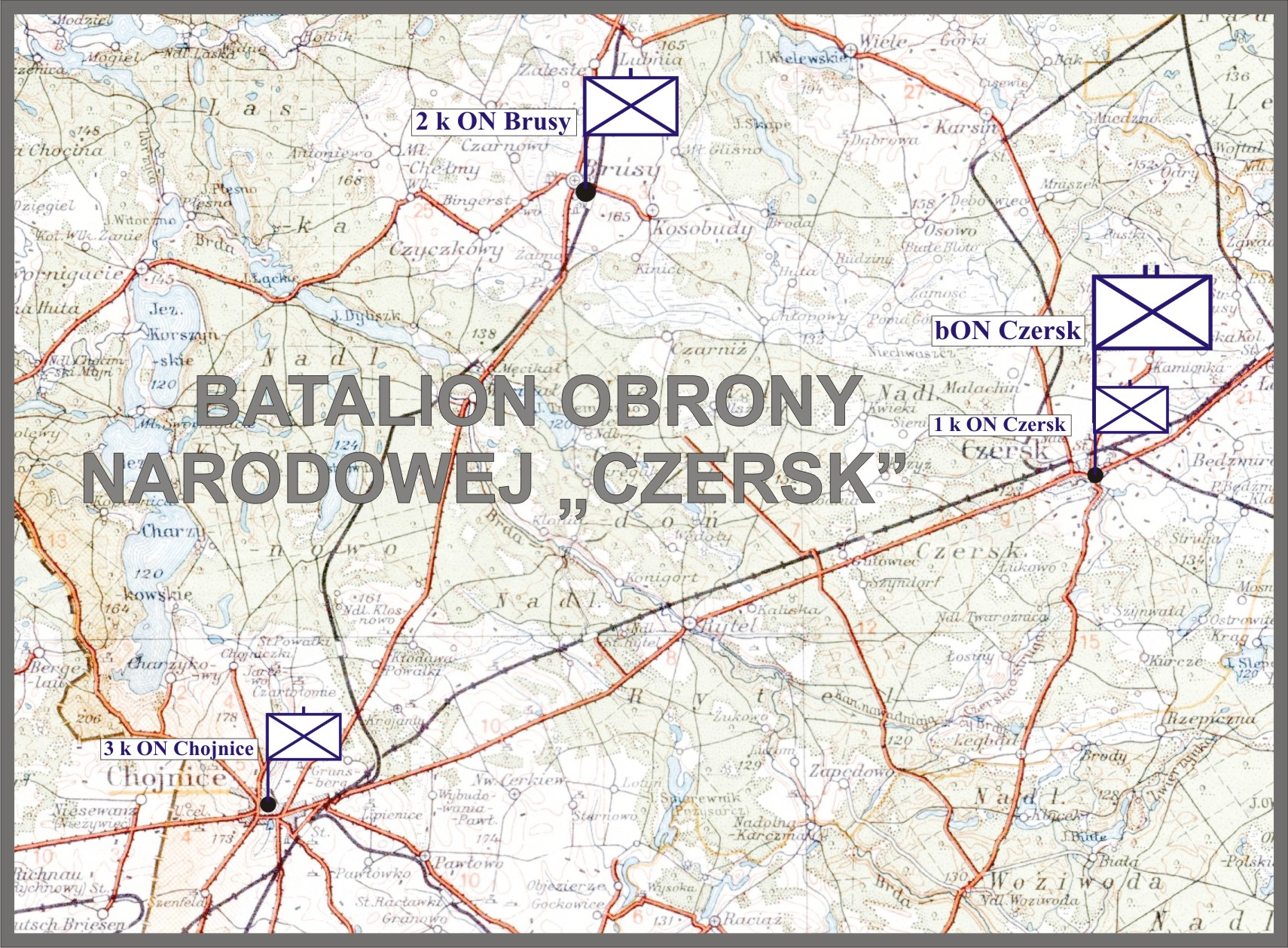
Batalion ON Czersk

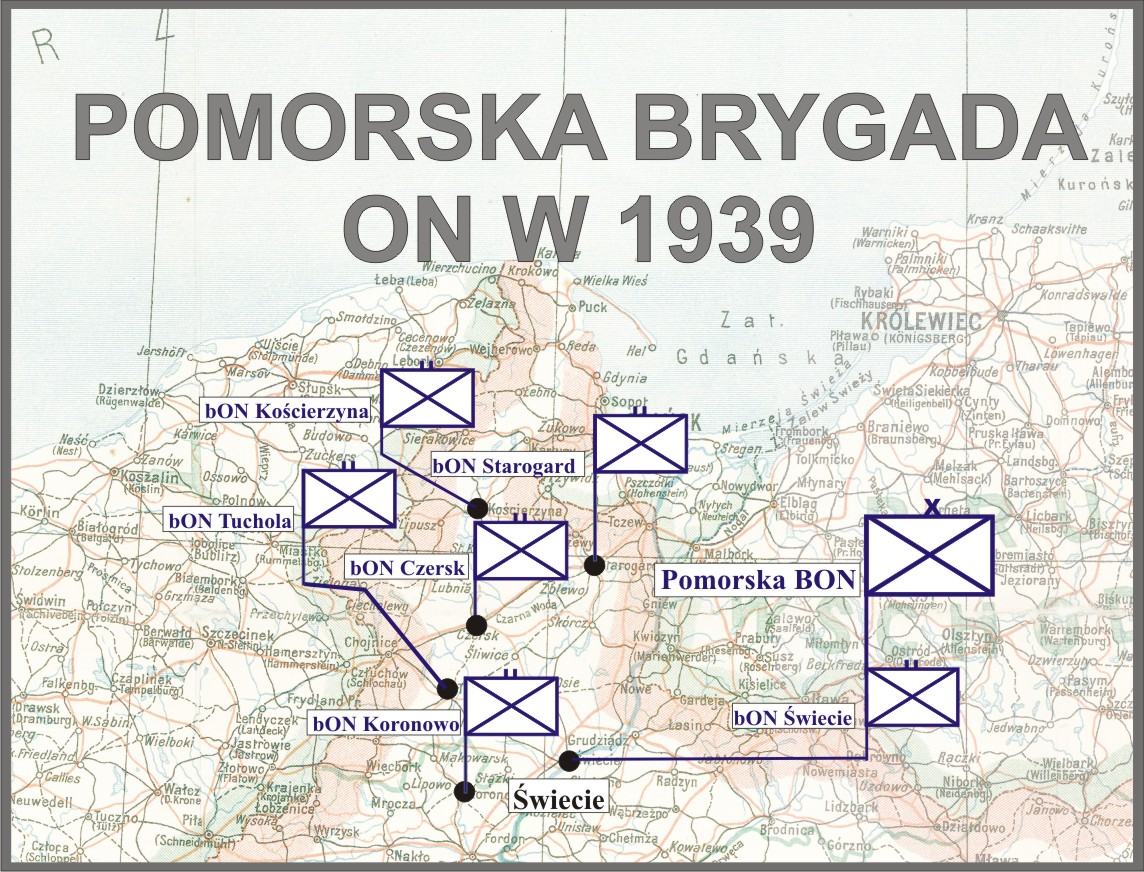
Pomorska Brygada ON

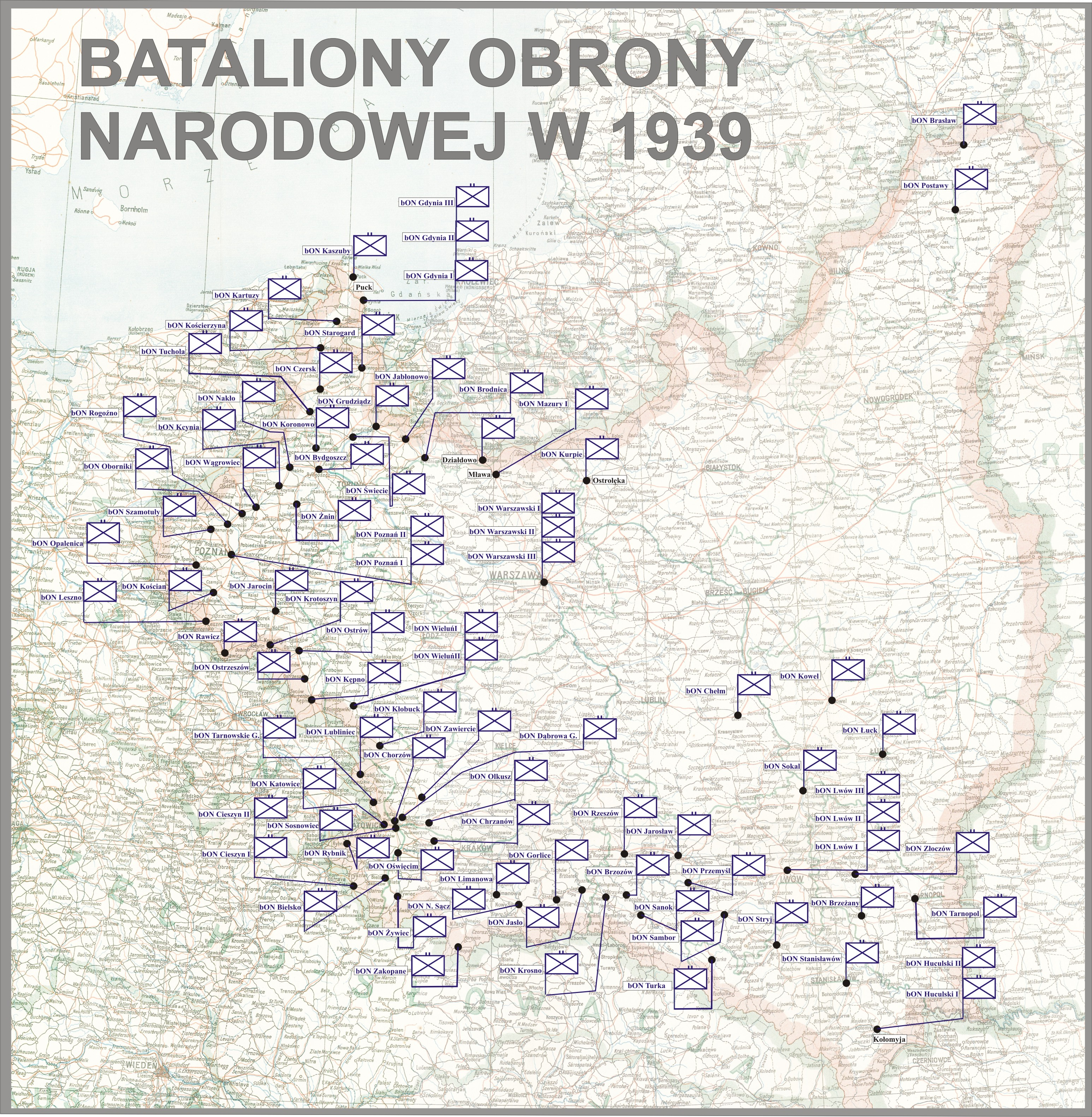
Obrona Narodowa w 1939

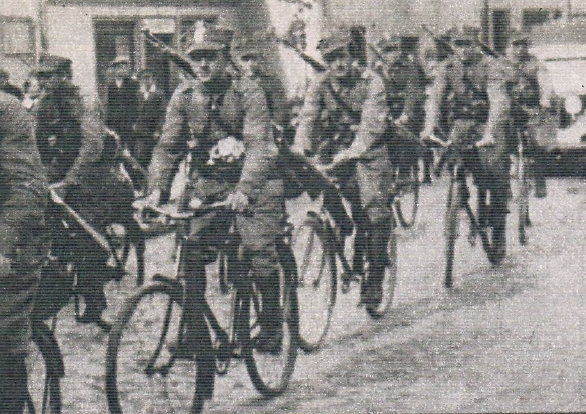
Pluton zwiadu batalionu

Batalion Obrony Narodowej „Czersk” (Czerski batalion ON) batalion piechoty typ specjalny nr 85  – pododdział piechoty Wojska Polskiego w II Rzeczypospolitej. 

## Formowanie i zmiany organizacyjne
Czerski batalion ON został sformowany latem 1937 roku, w składzie Pomorskiej Brygady ON z siedzibą dowództwa w Toruniu. W dniu 24 sierpnia 1939 roku podczas mobilizacji alarmowej zgodnie z planem mobilizacyjnym "W" na bazie ww. batalionu zmobilizowano, batalion piechoty typ spec. nr 85, jednostką mobilizującą był 1 batalion strzelców w Chojnicach.  

## Batalion piechoty spec. nr 85 w kampanii wrześniowej
Batalion walczył w sformowanym na bazie Pomorskiej Brygadzie Obrony Narodowej płk. Tadeusza Majewskiego, Zgrupowaniu „Chojnice“ wchodzącym w skład Grupy Operacyjnej „Czersk“, Armii „Pomorze”. Po zmobilizowaniu przybył w rejon Chojnic, prowadził dalszą rozbudowę stanowisk polowych. 85 batalion piechoty bronił odcinka północnego w I rzucie obrony zgrupowania; od północnego skraju jeziora Charzykowskiego do stawów przy szosie Chojnice-Bytów. 1 września o godz.6.00 po silnym ostrzale artyleryjskim nastąpiło natarcie 90 pułku piechoty zmotoryzowanej ze składu 20 Dywizji Piechoty Zmotoryzowanej. Gęsta mgła utrudniała obserwację i prowadzenie ostrzału oddziałów niemieckich. Po odparciu pierwszego natarcia ok. godz. 10.00 następuje drugie, które dokonało wyłomu na styku 85 batalionu piechoty i 1 batalionu strzelców. Kontratak odwodów przywrócił poprzednie położenie. Straty batalionu, to co najmniej 20 poległych, w tym ppor. rez. Edmund Kalinowski poległy w walce od ostrzału artyleryjskiego, 21 rannych i kilkunastu w niewoli. Po ustąpieniu mgieł ok. godz. 10.00 obronę batalionu wspierała jedna z baterii I/9 pułku artylerii lekkiej. Ok. godz. 14.30 batalion wycofał się na stanowiska II linii okopów. W trakcie osłony wycofania się na II linię poległ kpt. Alojzy Szczepański. Z uwagi na dokonujące się oskrzydlenie odcinka południowego obsadzanego przez 1 batalion strzelców w Chojnicach na rozkaz dowódcy GO Czersk, w ślad za  18 pułkiem ułanów na południe od Chojnic, zmuszona do wycofania jest obsada Chojnic. 85 batalion na rozkaz płk. Tadeusza Majewskiego bronił swojego odcinka do godz. 17.00. Następnie wycofał się w ślad za 1 batalionem strzelców w kierunku na Mylof. Batalion podczas obrony swojego odcinka poniósł wysokie straty osobowe. W trakcie wycofywania się, wysunięta najbardziej na południe 1 kompania strzelecka została rozbita. Wieczorem 1 września po sforsowaniu Brdy 85 batalion piechoty dotarł w rejon Mylofu. Podczas całodziennych walk i odwrotu wieczornego poległo, zostało rannych oraz dostało się do niewoli lub zagubiło się w nocy w lesie, około 50% stanu wyjściowego batalionu. Z 1 kompanii strzeleckiej zebrało się ok. 20 szeregowych z jednym oficerem.            
W nocy zajął stanowiska obronne za Brdą, na prawo od 1 batalionu strzelców. Porządkowano stany osobowe, uzupełniano amunicję i wydano posiłek. Wcielano nadciągających z przedpola zagubionych żołnierzy. Po godz. 2.00 2 września 85 batalion piechoty zebrano i wkrótce pomaszerował wraz z baterią 2/11 dywizjonu artylerii konnej, za 1 bs, a przed stanowiącego straż tylną 81 batalionem piechoty spec. trasą Gutowiec, Woziwoda, Biała, Kamionka, Gacno. 2 września ok. godz. 18.00 w rejonie Wielkiego Gacna, Zgrupowanie płk. Tadeusza Majewskiego, a w jego składzie 85 batalion piechoty, otrzymało rozkaz marszu nocnego do rejonu na południowy wschód od Błądzimia. Z uwagi na odwołanie natarcia z rejonu Błądzimia, 85 batalion piechoty pomaszerował w kierunku Świecia celem przeprawy przez Wisłę, a tabory na most w Grudziądzu. 3 września o godz.7.00 w Lubodzierzu 85 batalion piechoty został zbombardowany przez niemieckie lotnictwo, z uwagi na krańcowe wyczerpanie żołnierzy straty marszowe batalionu wyniosły 30% stanu osobowego. Podczas bombardowania batalion poniósł dalsze duże straty. Z uwagi na zamknięcie drogi na Świecie przez oddziały niemieckie, 85 batalion piechoty wycofał się na północ od Błądzimia. Część batalionu przy wsi Pięćmorgi dostała się do niewoli niemieckiej. Kpt. Feliks Szymański ze względu na sytuację wieczorem 3 września podzielił pozostałą część batalionu na grupki, którym nakazał przebijać się z okrążenia za Wisłę lub na południe.           

## Obsada personalna
Obsada personalna batalionu w marcu 1939 
- dowódca batalionu – kpt adm. (piech.) Szymański Feliks III (*)[b]
- dowódca 1 kompanii ON „Czersk” – kpt. Szczepański Alojzy Jan (*)[b]
- dowódca 2 kompanii ON „Brusy” – kpt. piech. Pająk Stanisław II
- dowódca 3 kompanii ON „Chojnice” – kpt. Pracki Antoni

Obsada personalna we wrześniu 1939 
- dowódca batalionu - kpt. Feliks Szymański
- adiutant - ppor. rez. Jan Mania
- oficer gospodarczy - ppor. rez. Stanisław Marszałek
- dowódca plutonu kolarzy - ppor. Chmarzyński
- dowódca plutonu łączności - kpr. Jan Piekarski
- dowódca 1 kompanii strzelecka (dawniej ON „Czersk”) - kpt. Alojzy Szczepański (+do 1 IX 1939)
  - dowódca I plutonu - ppor. rez. Leon Pietrzykowski
  - dowódca II plutonu - ppor. rez. Feliks Laska
  - dowódca III plutonu - ppor. rez. Edmund Kalinowski
- dowódca 2 kompania strzelecka (dawniej ON „Brusy”) –  kpt. Stanisław Pająk
  - dowódca I plutonu - ppor. rez. Edmund Świeczkowski
  - dowódca II plutonu - ppor. rez. Władysław Kuczma †1940 Charków[15]
  - dowódca III plutonu - ppor. rez. Wacław Pokojski
- dowódca 3 kompanii strzelecka (dawniej ON „Chojnice”) - kpt. Antoni Pracki
  - dowódca I plutonu - por. rez. Józef Szymczak
  - dowódca II plutonu - ppor. rez. Ludwik Neuman
  - dowódca III plutonu - ppor. rez. Mieczysław Kruza
- dowódca kompanii ckm - ppor. Sławomir Sawicki
  - dowódca I plutonu - ppor. rez. Franciszek Trzebiński
  - dowódca II plutonu - ppor. rez. Alfons Kiełbratowski
  - dowódca III plutonu - por. rez. Marian Wild
  - dowódca plutonu moździerzy - ppor. rez. Jan Klubiński

## Uzbrojenie batalionu typu II
- 16 oficerów, 126 podoficerów i 418 strzelców (razem 560 osób)
- pistolet – 28 egz.,
- karabiny i karabinki – 499 egz.,
- ręczny karabin maszynowy (w każdej 1. drużynie każdego plutonu strzeleckiego) – 9 egz.,
- ciężki karabin maszynowy – 3 egz.,
- granatnik kaliber 46 mm – 6 egz.,
- moździerz (Stokes-Brandt) kalibru 81 mm – 1 egz.
- rowery – 22 egz.,
- motocykle – 4 egz.,
- samochody – 1 egz.,
- konie – 40 egz.,
- wozy taborowe – 22 egz.,
- kuchnia polowa – 3 egz.

Po mobilizacji uzupełniono uzbrojenie zgodnie z etatem batalionu piechoty typ spec. organizacji wojennej L.3017/mob.org.